# IPhone OS 3
iPhone OS 3 — (так же известный как iOS 3) третий крупный выпуск мобильной операционной системы iOS, разработанный Apple Inc., пришедший на смену iPhone OS 2. Он был анонсирован 17 марта 2009 года и выпущен 17 июня 2009 года. На смену ему пришла iOS 4 в 2010 году, отказавшись от соглашения об именах «iPhone OS». iPhone OS 3 была последней версией, в которой использовалось соглашение об именах «iPhone OS».
В iPhone OS 3 добавлена общесистемная функция «вырезать, копировать или вставить», позволяющая пользователям более легко перемещать контент. Он также представил Spotlight, функцию индексации поиска, предназначенную для того, чтобы помочь пользователям находить определенную информацию на своем устройстве, такую как контакты, сообщения электронной почты или приложения. Главный экран был расширен, чтобы пользователи могли добавлять до 11 страниц, демонстрируя в общей сложности 180 приложений. Приложение «Сообщения» получило поддержку MMS, в то время как приложение «Камера» получило поддержку записи видео на iPhone 3GS, а новое приложение «Голосовые заметки» позволило пользователям записывать свой голос. Возможность покупки в приложении была добавлена и в сторонние приложения.

## Хронология версий iPhone OS 3

### Введение и первоначальный выпуск
iPhone OS 3 была анонсирована 17 марта 2009 года, с бета-версией, доступной для разработчиков в тот же день.
iPhone OS 3 была официально выпущена 17 июня 2009 года.

### Обновления

#### 3.0
Была выпущена 17 июня 2009 года: Поддержка Компас, Диктофон, iPhone SDK 3.

#### 3.1
Была выпущена 9 сентября 2009 года, первая версия для iPod touch (3-го поколения)

#### 3.1.3
Была выпущена 2 февраля 2010 года, последняя версия для iPod touch 1 и iPhone первого поколения.

#### 3.2
Была выпущена 27 января 2010 года; версия исключительно для iPad, анонсирована вместе с его выходом.

#### 3.2.2
Была выпущена 11 августа 2010 года; только для iPad — вышла одновременно с 4.0.2, устраняет ту же ошибку с файлами PDF.

## Особенности системы

### Вырезать, скопировать или вставить
В iPhone OS 3 появился всплывающий диалог «вырезать, скопировать или вставить», когда пользователи нажимают и удерживают текст. Кнопка «Вставить» будет включать все, что хранится в буфере обмена устройства, в отмеченную область.

### Spotlight
Spotlight — это общесистемная функция индексирования и поиска, призванная помочь пользователям искать на своем устройстве определенные контакты, сообщения электронной почты, встречи в календаре, мультимедийные файлы, приложения и многое другое. Доступ к нему осуществляется свайпом вправо с главного экрана.

### Домашний экран
В iPhone OS 3 максимальное количество страниц на главном экране увеличено до 11, а общее количество приложений — 180.

### Поиск iPhone
Пользователи с подпиской на MobileMe могли удаленно отслеживать, блокировать и стирать свои iPhone в случае их утери.

## Возможности приложений

### Сообщения
Приложение «Сообщения» получило встроенную поддержку службы мультимедийных сообщений (MMS), что позволяет пользователям отправлять и получать сообщения, которые также содержат изображения, контакты, местоположения, голосовые записи и видеосообщения.

### Камера и фотографии
Приложение «Камера» представило возможность записи видео для iPhone 3GS.
В приложении «Фотографии» появилась новая кнопка копирования и возможность одновременного удаления нескольких фотографий.

## Цена
Обновление до iPhone OS 3 было бесплатным для iPhone. Обновление до iPhone OS 3 первоначально стоило пользователям iPod Touch 9,95 долларов США; обновление до 3.1x или 3.2x с 2.x стоило всего 4,95 доллара США.
iPhone OS 3 была последней основной версией iOS, обновление которой было платным для пользователей iPod Touch. Начиная с iOS 4 обновления iOS стали бесплатными для всех пользователей, включая пользователей iPod Touch.